# Wędkarstwo karpiowe

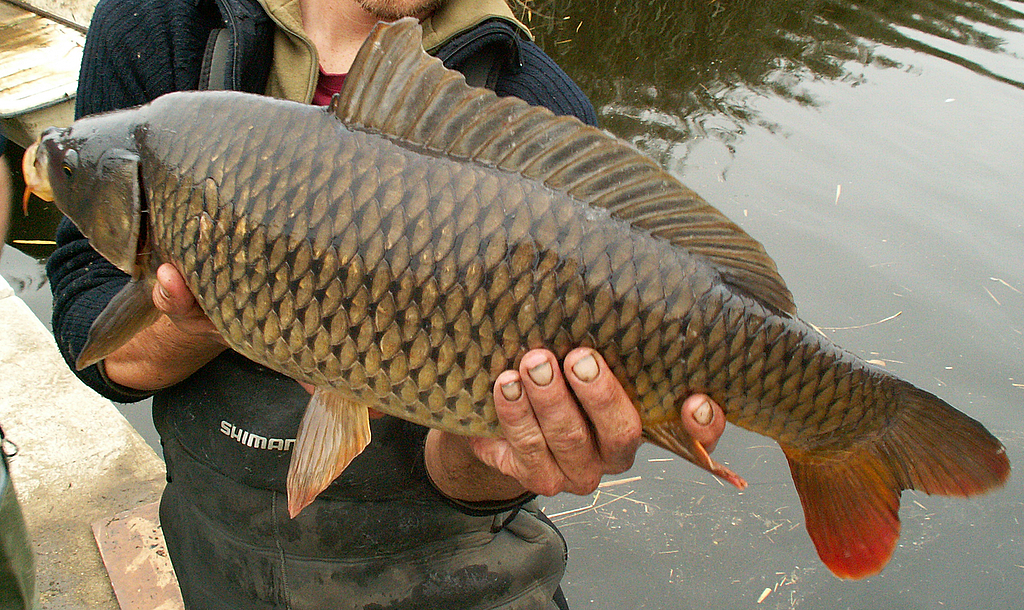
Wędkarz z karpiem

Wędkarstwo karpiowe, karpiarstwo – metoda połowu karpi. Jest to odmiana wędkarstwa polegająca na połowie ryb z brzegu. Do połowu karpi stosuje się metodę spławikowo-gruntową, która dzieli się na trzy odmiany:
- gruntową
- spławikową
- powierzchniową

W wędkarstwie karpiowym najczęściej stosowana jest metoda gruntowa.

## Historia
Wędkarstwo karpiowe zyskało popularność na świecie w latach 80. XX wieku. W Polsce stało się popularne w latach 90. przez napływ nowego sprzętu po upadku komunizmu.

## Sprzęt
Do połowu karpi metodą gruntową używa się wędek o długości 3,60 i 3,90 metra. Do metody spławikowej używa się wędek o długości od 4,00 do 4,20 metra. Do obu metod powinno się używać wytrzymałych zestawów.

## Metoda
Łowiąc karpie używa się dwóch metod:
1. Metoda rzutowa polegająca na zarzuceniu zestawu wędką.
2. Metoda wywózki, w której korzysta się z łódek zdalnie sterowanych, lub pontonów[1].

## Łowiska
Łowiska karpiowe najczęściej spotykane w Polsce:
- związkowe (między innymi należące do Polskiego Związku Wędkarskiego)
- komercyjne

Typy łowisk karpiowych:
- żwirownie
- jeziora
- rzeki
- starorzecza
- stawy